# Eugeniusz Knapik
Eugeniusz Knapik (né le 9 juillet 1951 à Ruda Śląska) est un pianiste polonais ainsi qu'un pédagogue et un compositeur de musique classique. Sa pièce de chambre la plus connue est le Quatuor à cordes no 1 de 1980. Knapik a étudié la composition et le piano avec Henryk Górecki (1933-2010), et Czesław Stańczyk à l'Académie de musique Karol Szymanowski de Katowice. Ensuite, il a étudié la composition avec Olivier Messiaen à Paris. Comme pianiste, il a beaucoup enregistré, se spécialisant tout particulièrement dans la musique du XXe siècle. Il a gagné de nombreux prix pour ses compositions, en particulier au Festival of Polish Piano Interpretation à Słupsk, et au Concours International de Musique de Chambre de Vienne.
En compagnie d'Andrzej Krzanowski et Aleksander Lasoń, Knapik est généralement considéré comme un des chefs de file des compositeurs qui ont émergé en Pologne au milieu des années 1970. Ce groupe a été appelé Groupe de Stalowa Wola d'après le nom de la cité dans laquelle ils ont publié en 1975 lors du festival de musique leur manifeste sous-intitulé "De la part de jeunes compositeurs à une jeune cité". Leur manifeste affirmait: "L'œuvre des compositeurs qui entament leur carrière artistique au festival de Stalowa Wola, est une forme d'opposition à l'avant-garde des années 1950 et 60: opposition à la nouveauté pour l'amour de nouveauté, et vers la destruction totale. Cette opposition est une réaction spontanée, intuitive, profondément enracinée, qui n'est devenue consciente que bien plus tard.
Knapik est souvent vu comme un compositeur hors de son temps, car sa musique est fortement influencée par le langage musical de l'époque post-romantique, en particulier par les œuvres de Gustav Mahler (1860-1911). D'autres influences plus récentes sont venues de Górecki, Krzysztof Penderecki (né en 1933) et Witold Lutosławski (1913-1994). Il a emprunté à la poésie anglaise du XIXe et XXe siècle des textes pour ses livrets, ce qui le met à part de la plupart de ses contemporains polonais.
Aujourd'hui, Knapik enseigne à l'Académie de Musique de Katowice, où il est professeur et directeur de composition.

## Œuvres
- "Sonate" pour Violon et Piano, 1971
- "Psaumes" pour solistes, chœur et orchestre, 1973-75
- Quatuor à cordes no 1", 1980
- "Hymne" pour clarinette, trombone, violoncelle et piano, 1980
- "The Minds of Helena Troubleyn", Cycle de trois Opéras, 1987-96[6]
- "Up into the Silence" pour soprano, baryton, quatuor à cordes et orchestre, 1996-2000